# Ignacio José Enseñat Guerra
Ignacio José Enseñat Guerra, conegut pel nom encobert de Marc Hernàndez Pons, (Menorca, 1992) és un policia menorquí, agent del Cos Nacional de Policia espanyol. El 7 de juny de 2022 una investigació periodística engegada pel magazín català Directa va destapar la seva actuació com a infiltrat durant més de dos anys en diversos grups de l'Esquerra Independentista i de moviments de defensa del dret a l'habitatge a Barcelona.
El seu rol es va conèixer setmanes després de la polèmica internacional coneguda com a Catalangate sobre l'acció de guerra bruta i de ciberespionatge duta a terme pels serveis secrets d'Espanya, també contra càrrecs polítics i civils de l'independentisme català. És una de les identitats conegudes de la pràctica d'infiltració de policies espanyols en moviments socials dels Països Catalans dels anys 2020.

## Trajectòria
Les fonts apuntaren que Enseñat Guerra, identificat als mitjans de comunicació per les seves inicials I.J.E.G., hauria nascut a l'inici de la dècada de 1990 a Menorca i jugà de porter a la Unió Esportiva Maó. Estudià Criminologia a la Universitat de Girona a través d'una beca aportada pel Consell Insular de Menorca i posteriorment feu unes pràctiques com a policia local de Girona per després ingressar al cos de la policia espanyola el juny de 2019.
El seu període com a talp policial s'inicià a finals del 2019, enmig de les protestes contra la sentència del judici al procés independentista català, quan li fou encarregada la missió d'endinsar-se en els moviments socials i independentistes catalans sota l'àlies de Marc Hernàndez Pon. La policia li proporcionà una vida falsa com a mallorquí de Palma que treballava en una guingueta als estius i una matrícula universitària a la Facultat d'Educació de la Universitat de Barcelona (UB) perquè a mitjan 2020 comencés la seva infiltració. La falsa identitat també li permeté d'obrir comptes bancaris i altres tràmits administratius durant aquest període.
A partir d'aquell moment es feu afí als moviments d'estudiants d'esquerres del Recinte Mundet de la UB, així com del grup Resistim al Gòtic i en una manifestació contra el desallotjament del Casal Popular Lina Òdena —en el qual acabà com a responsable econòmic. Posteriorment, també aconseguí endinsar-se en el Sindicat d'Estudiants dels Països Catalans, fins al punt d'esdevenir-ne el coordinador del nucli del campus Mundet, i participà en accions reivindicatives diverses com ara de l'organització Batec contra les mancances catalanes en la infraestructura de transport públic. Diverses alertes com ara el seu accent menorquí van impedir que milités a l'organització política Endavant i el maig de 2022 va desaparèixer sobtadament al·legant raons personals poc abans que es fes públic el seu escàndol d'infiltració.

### Reaccions
Un cop desvetllat el cas d'infiltració, més de dos-cents professors i membres del personal d'administració i serveis de les universitats catalanes van demanar a les autoritats polítiques i acadèmiques que realitzessin «una investigació clara i diligent», ja que suposava «una greu vulneració de l'autonomia universitària i dels drets civils i polítics del conjunt de la comunitat universitària». En aquest sentit, personalitats de renom com Mònica Terribas, Elisenda Paluzie, Joan Queralt, Xavier Antich, Salvador Cardús, Marcel Mauri, Agustí Alcoberro, Xavier Domènech, Neus Torbisco, Marta Roqueta o Iñaki Rivera van signar el comunicat. Al seu torn, el SEPC i el Consell de l'Alumnat de la UB van reclamar al rector de la universitat, Joan Guàrdia, que una vegada finalitzés la investigació interna es prenguessin totes les mesures administratives, polítiques i judicials necessàries i a l'abast per a identificar i atribuir-ne les responsabilitats, així com per a garantir que no tornessin a succeir uns fets com aquest.
Per la seva banda, les formacions parlamentàries d'Esquerra Republicana de Catalunya, Junts per Catalunya, Candidatura d'Unitat Popular i Partit Demòcrata Europeu Català al Congrés dels Diputats van demanar la compareixença de l'agent de policia infiltrat, si bé aquesta petició calia que fos prèviament avalada per la Junta de portaveus i votada per la comissió d'Interior, que estava presidida per l'exministre de Foment José Luis Ábalos. Paral·lelament, aquests mateixos partits van sol·licitar la compareixença del ministre de l'Interior Fernando Grande-Marlaska, mentre que al Parlament de Catalunya, la CUP va presentar un seguit d'interpel·lacions a les conselleries d'Universitats, Recerca i Societat de la Informació i a la d'Interior de la Generalitat de Catalunya, així com a la delegada del govern espanyol a Catalunya Maria Eugènia Gay.

### Procés judicial
El 8 de juliol, un mes després que l'escàndol sortís a la llum, el gabinet jurídic de la Presidència de la Generalitat de Catalunya, i a instància de la conselleria d'Universitats, plantejà a la Fiscalia Provincial de Barcelona la necessitat d'obrir diligències per presumptes delictes de falsedat en document oficial i d'usurpació de l'estat civil (articles 392.2 i 401, respectivament, del Codi penal espanyol) en un escrit que, addicionalment i textualment, expressava que «des del Cos Nacional de Policia no s'ha donat justificació, ni cap informació de si aquesta acció es troba emmarcada en alguna investigació judicial». Els càrrecs objecte de la prova van ser atribuïts per l'ús a la UB d'un document d'identitat fals, en la prova d'accés per a majors de 25 anys, amb dades que no es corresponen a ell i que, en el supòsit de tractar-se d'una tercera persona, incorreria en el delicte d'usurpació esmentat anteriorment.
Arran de l'investigació es va determinar que l'adreça que constava al DNI fals era la de la secció de Palma-Nord del Partit Socialista de les Illes Balears-Partit Socialista Obrer Espanyol, situada al número 9 del carrer de Son Gibert de la ciutat de Palma. En resposta, militants de l'agrupació local van manifestar que «no tenim cap relació amb aquesta persona i estem absolutament sorpresos per aquesta informació que no té cap explicació per nosaltres», i van afegir que «a més, es tracta dels baixos d'un edifici que no tenen la consideració de domicili». Així mateix, el documental oficial també constava com a suposada data de naixement el 22 de juliol de 1992.
Aquell mateix mes de juliol de 2022, Òmnium Cultural tramità a l'Audiència Nacional espanyola una demanda pel doble cas d'infiltració de policia i d'intent de captació. El 5 de setembre, el Ministeri d'Interior d'Espanya reconegué la infiltració d'agents secrets dins l'independentisme català. Més concretament, presentà un recurs en el qual sol·licitava la inadmissió de les pretensions de la demanda i hi adjuntà un informe de la Comissaria General d'Informació de la Policia espanyola sobre l'ús d'agents d'intel·ligència amb el pretext d'un marc «legítim, idoni i oportú» i amb l'objectiu d'aconseguir la «captació d'informació d'interès per a l'ordre i la seguretat pública en els mateixos entorns en què es mouen els individus radicals o compromesos amb projectes secessionistes il·legals». Pel que a la falsa identitat emprada pel policia, l'informe la defensà en tant que «essencial» i que «permet a l'agent inserir-se d'una manera legal en les diferents branques del teixit associatiu al qual pertanyin els subjectes concrets d’interès», així com «obtenir informació dels mateixos i dels seus plans il·lícits».
El 30 de setembre de 2022, la sala cinquena del contenciós administratiu de l'Audiència Nacional desestimà via interlocutòria el recurs presentat per Òmnium Cultural, al qual s'hi uniren posteriorment les Joventuts d'Esquerra Republicana de Catalunya i el Sindicat d'Estudiants dels Països Catalans (en nom de l'Associació en Defensa de l'Educació Pública), amb el pretext de manca de competència en aquest afer, així com concurrència amb d'altres jutjats, de jurisdicció penal, sobre aquests mateixos fets.
 Paral·lelament, condemnà a les tres organitzacions demandants a pagar les costes processals i les habilità a presentar un recurs de reposició en un termini màxim de cinc dies previ al pagament d'un dipòsit de 25 euros a un compte corrent del Banco Santander.

## Agents de policia relacionats
- Maria Isern Torres
- Carlos Pérez Moreno
- Daniel Hermoso Pérez
- Ignacio José Enseñat Guerra
- Lucía Rodríguez de Ves
- Maria Isern Torres
- María Victoria Canillas Sánchez
- Ramón Muñoz Fernández
- Sergio Gigirey Amado
- Álvaro Gaztelu Alcaire